# Västjämtlands Väl
Västjämtlands Väl (VV) är ett lokalt politiskt parti i Åre kommun.
Västjämtlands Väl gick till val 2018 på starka lokalsamhällen och att hela kommunen ska leva, vilket resulterade i en ökning till 18,55% av rösterna och därmed är (VV) det tredje största partiet i Åre kommun.
Under 2020 satt partiet i majoritet för Åre kommun tillsammans med Centerpartiet och Kristdemokraterna.

## Historik
Partiet bildades i början av 2010 i syfte att ge medborgarna ett alternativt lokalt parti. Mottot för partiet är att ha fokus på problemlösning, vara pragmatiska, istället för att bedriva maktkamp.
Under sin första mandatperiod (2011-2014) satt (VV) med i majoriteten för Åre kommun tillsammans med Alliansen (C), (M), (Fp) och (Kd). (VV) innehade många viktiga poster bland annat var Maria Stendotter (fd. Kjellström) kommunalråd och Mikael Sundman ordförande i Miljö-, Bygg- och Räddningsnämnden.  
I valet 2014 hade (VV) målsättningen att fördubbla sina mandat i Åres fullmäktige. Resultatet blev att (VV) behöll sina 5 mandat trots att antalet ledamöter minskade till 37. Trots sin valframgång hamnade partiet i opposition då (S), (M) och (Mp) gick ihop i ett samarbete. Under mandatperioden 2015-2018 innehade (VV) förutom representation i samtliga nämnder även en vice ordförandepost i Samhällsbyggnadsnämnden (Mikael Sundman).  
I oktober 2016 bildades systerpartiet Jämtlands Väl Krokom, som satsade på att gå till val i grannkommunen Krokom 2018. Strax därefter bildades också ett systerparti i Bräcke kommun, Jämtlands Väl Bräcke. Båda dessa partier ställde upp i valet 2018 och tog platser i sina respektive kommunfullmäktigeförsamlingar.
Valet 2018 blev en stor framgång för (VV) vilket gjorde att partiet kunde vara med och bilda en majoritet i Åre kommun under mandatperioden (2019-2022) tillsammans med (C) och (Kd). Detta har gjort att (VV) sitter på en mängd poster där man nu har möjlighet att utveckla kommunen i en positiv riktning.

## Valresultat
| År   | Röster | %     | Mandat  |
| ---- | ------ | ----- | ------- |
| 2010 | 844    | 13,16 | 5 av 41 |
| 2014 | 883    | 13,02 | 5 av 37 |
| 2018 | 1 373  | 18,55 | 7 av 37 |
| 2022 | 1 603  | 20,57 | 8 av 37 |